# Inmigración chilena en Paraguay
La inmigración chilena en Paraguay es el movimiento migratorio desde la República de Chile hacia la República del Paraguay.
El principal motivo que mueve a los trasandinos hacia territorio paraguayo es el clima "muy tranquilo para trabajar" y con "menos estrés en comparación con otras naciones", a decir empresario Renato Castro, quien reside allí desde hace más de dos décadas. Adicionalmente, debido a la relativa cercanía entre estos dos países sudamericanos, sin mayores conflictos históricos entre los dos países, es que se convierte en un destino atractivo para los chilenos. En su ubicación geográfica, Paraguay se encuentra en perpendicular a la altura de las regiones chilenas de Tarapacá y Atacama, en el norte del país.

## Historia
Ambos países comparten rasgos socioculturales similares al haber pertenecido al Imperio español hasta sus respectivas independencias de España durante el siglo XIX. En el siglo XX, debido a la similitud ideológica y cercanía entre Augusto Pinochet y Alfredo Stroessner, quienes impusieron regímenes militares autoritarios en sus respectivos países hasta fines de la década de 1980, el gobierno paraguayo no recibió exiliados políticos de la dictadura chilena.

## Datos de la inmigración
Según registros de la Dirección de Migraciones, de los 420.925 extranjeros residentes en Paraguay en 2018, unos 4700 son de nacionalidad chilena, lo cual coloca a este contingente en la quinta posición, por detrás de los taiwaneses (15.000), coreanos (23.996), argentinos (53.049) y brasileños (quienes con un total de 201.352 personas son por mucho, la colectividad más grande del país); pero por delante de los bolivianos (2.600), venezolanos (1500) y colombianos (1.450).

## Instituciones

### Asociación de Señoras Chilenas en Paraguay (ASECHI)
Fue fundada en el año 1978, con la finalidad de estrechar lazos cooperación y solidaridad en favor de la comunidad paraguaya, la promoción de la cultura y arte chilenos, y la confraternidad e integración de los residentes chilenos en Paraguay.

### Cámara Chileno-Paraguaya de Comercio
Luego de treinta años de inactividad, en noviembre de 2014, fue reconstituida la Cámara Chileno-Paraguaya de Comercio, como reflejo del creciente interés en ambos países por incrementar el flujo comercial bilateral.
La asociación gremial fue formada con los objetivos de fomentar y promover el mejor desarrollo de las relaciones comerciales entre empresas chilenas y paraguayas, así como incentivar el establecimiento de inversiones en ambos países.
La Cámara Chileno-Paraguaya de Comercio también busca realizar actividades para la discusión de asuntos económicos, comerciales y culturales que interesen a empresarios y agentes económicos, a fin de fortalecer una entidad que impulse nuevas iniciativas de intercambio.
Su sede está localizada en la Embajada del Paraguay en Santiago.

## Sociedad

### Deportes
A principios de los 2000, un puñado de chilenos residentes en Asunción empezó a jugar al fútbol los domingos, como una manera de reencontrarse entre paisanos y compartir un momento de sana recreación. Al grupo inicial se le fueron sumando más extranjeros, gracias al boca a boca entre compañeros y parientes, por lo que se dieron cuenta de que podían armar algo más grande y serio: de esta manera fue oficialmente creada la Unión Deportiva Sudamericana (UDS), que en la actualidad  reúne a 16 equipos conformados por uruguayos, argentinos, peruanos, bolivianos y chilenos residentes en Asunción y alrededores.
Destacan Boca, River e Independiente por Argentina. De Chile resaltan Colo Colo y Universidad de Chile. Por Perú, participan los históricos Universitario y Sporting Cristal, además de Defensor Lima y también el Municipal. Uruguay presenta a los tradicionales Peñarol y Nacional, a los que se suman Danubio y Rentistas. Bolivia está representada por The Strongest, Oriente Petrolero y el Guabirá.
Los encuentros se disputan en el estadio Bernabé Pedrozo del club Silvio Pettirossi, en el Barrio Republicano.

### Derecho al sufragio
El 19 de noviembre de 2017, en un hecho histórico, los chilenos residentes en Paraguay pudieron votar por primera vez, para las elecciones presidenciales; que tras una segunda ronda, confirmaron la reelección de Sebastián Piñera en el cargo. Esto es posible gracias al nuevo sistema electoral proporcional, que sustituyó al binominal vigente desde la recuperación de la democracia en 1990.

## Personas destacadas
- Tito García: actor, artista y marionetista.[14]

- Mario Gómez: productor y director de reálitys televisivos como Rojo Paraguay, entre otros.[15]
- Alain Soulat: exconductor de televisión y exparticipante de Calle 7 Paraguay.
- Rayen Veragua: periodista televisiva. Trabajó para Telefuturo y Unicanal.